# Chiridopsis nigrosepta
Chiridopsis nigrosepta es un coleóptero de la familia Chrysomelidae.
Fue descrita científicamente en 1891 por Fairmaire.